# Callopistria argyrosema
Callopistria argyrosema är en fjärilsart som beskrevs av George Francis Hampson 1914. Callopistria argyrosema ingår i släktet Callopistria och familjen nattflyn. Inga underarter finns listade i Catalogue of Life.